# Benedictí de capell castany

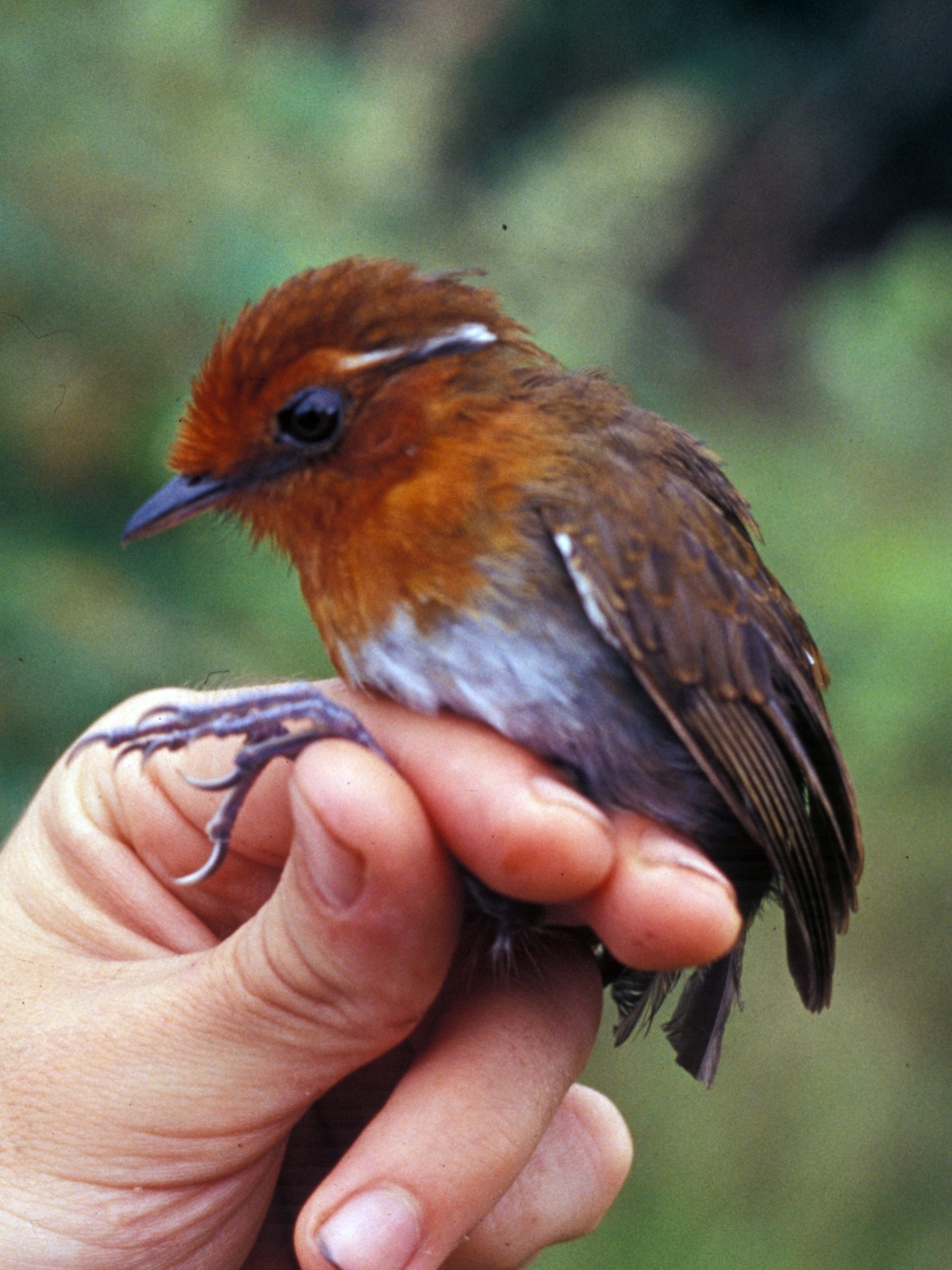
Femella

El benedictí de capell castany (Conopophaga castaneiceps) és una espècie d'ocell sud-americà del gènere Conopophaga que pobla les selves muntanyenques de Colòmbia, el Perú i l'Equador.